# 1971 na televisão
Nesta página encontram-se os fatos, estreias e términos sobre televisão que aconteceram durante o ano de 1971.

## Eventos

### Março
- 12 de março — É inaugurada a TVE Amazonas em Manaus.

### Abril
- 21 de abril — É inaugurada a TV Globo Brasília, emissora própria da Rede Globo em Brasília, Distrito Federal.

### Setembro
- 15 de setembro — É inaugurada a TV Rio Preto, afiliada da Rede Tupi em São José do Rio Preto, São Paulo.

### Novembro
- 15 de novembro — A televisão chega ao estado brasileiro de Sergipe e é inaugurada a TV Sergipe, afiliada da Rede Tupi em Aracaju, sendo a primeira emissora de televisão do estado.

## Programas

### Brasil

#### Janeiro
- 4 de janeiro — Estreia A Selvagem na Rede Tupi.
- 19 de janeiro — Reestreia A Pequena Órfã na Rede Globo.

#### Fevereiro
- 27 de fevereiro — Termina A Selvagem na Rede Tupi.

#### Março
- 1.º de março — Estreia A Fábrica na Rede Tupi.
- 6 de março — Termina As Pupilas do Senhor Reitor na TV Record.
- 8 de março — Estreia Os Deuses Estão Mortos na TV Record.
- 19 de março — Termina Família Trapo na TV Record.
- 23 de março — Termina Assim na Terra como no Céu na Rede Globo.
- 24 de março — Estreia O Cafona na Rede Globo.

#### Abril
- 7 de abril — Estreia Editora Mayo, Bom Dia na TV Record.
- 17 de abril — Termina A Próxima Atração na Rede Globo.
- 19 de abril — Estreia Minha Doce Namorada na Rede Globo.
- 21 de abril — Estreia Jornal Hoje na Rede Globo.

#### Junho
- 12 de junho — Termina Irmãos Coragem na Rede Globo.
- 14 de junho — Estreia O Homem Que Deve Morrer na Rede Globo.
- 26 de junho — Termina Simplesmente Maria na Rede Tupi.
- 28 de junho — Estreia Hospital na Rede Tupi.

#### Agosto
- 7 de agosto
  - Termina Tilim na TV Record.
  - Termina Editora Mayo, Bom Dia na TV Record.
- 8 de agosto — Termina Grande Gincana Kibon na TV Record.
- 9 de agosto — Estreia Pingo de Gente na TV Record.
- 16 de agosto — Estreia Meu Pedacinho de Chão na Rede Globo e na TV Cultura.
- 23 de agosto — Termina A Pequena Órfã na Rede Globo.
- 30 de agosto — Termina O Meu Pé de Laranja Lima na Rede Tupi.

#### Setembro
- 1.º de setembro — Estreia Nossa Filha Gabriela na Rede Tupi.
- 10 de setembro — Estreia Caso Especial na Rede Globo.

#### Outubro
- 1.º de outubro — Estreia Bandeira 2 na Rede Globo.
- 11 de outubro — Estreia Linguinha x Mr. Yes na Rede Globo.
- 20 de outubro — Termina O Cafona na Rede Globo.

#### Dezembro
- 14 de dezembro
  - Termina Pingo de Gente na TV Record.
  - Termina Os Deuses Estão Mortos na TV Record.
  - Termina Hospital na Rede Tupi.
- 15 de dezembro
  - Estreia Sol Amarelo na TV Record.
  - Estreia Quarenta Anos Depois na TV Record.
  - Estreia O Preço de um Homem na Rede Tupi.

### México

#### Junho
- 20 de junho — Estreia El Chavo del Ocho (no Brasil: Chaves) no Las Estrellas.

## Nascimentos
| Data            | Nome               | Profissão                                                      | Nacionalidade  | Observações | Ref   |
| --------------- | ------------------ | -------------------------------------------------------------- | -------------- | ----------- | ----- |
| 12 de janeiro   | Josie Antello      | atriz                                                          | Brasil         |             |       |
| 12 de janeiro   | Fernando Pavão     | ator                                                           | Brasil         |             |       |
| 19 de janeiro   | Shawn Wayans       | ator e comediante                                              | Estados Unidos |             |       |
| 20 de janeiro   | Fábio Villa Verde  | ator                                                           | Brasil         |             |       |
| 1 de fevereiro  | Adriana Lessa      | atriz                                                          | Brasil         |             |       |
| 15 de fevereiro | Renée O'Connor     | atriz e diretora                                               | Estados Unidos |             |       |
| 8 de março      | Letícia Sabatella  | atriz e cantora                                                | Brasil         |             |       |
| 11 de março     | Johnny Knoxville   | ator                                                           | Estados Unidos |             |       |
| 16 de março     | Christiane Pelajo  | jornalista                                                     | Brasil         |             |       |
| 22 de março     | Will Yun Lee       | ator                                                           | Estados Unidos |             |       |
| 31 de março     | Ewan McGregor      | ator                                                           | Reino Unido    |             |       |
| 5 de abril      | Krista Allen       | atriz                                                          | Estados Unidos |             |       |
| 8 de abril      | Flávio Silvino     | ator                                                           | Brasil         |             |       |
| 12 de abril     | Shannen Doherty    | atriz                                                          | Estados Unidos |             |       |
| 16 de abril     | Selena             | atriz, cantora, compositora, produtora musical, dançarina      | Estados Unidos | m. 1995     | [ 1 ] |
| 18 de abril     | Silvia Abravanel   | produtora, apresentadora de TV e diretora                      | Brasil         |             |       |
| 8 de maio       | Shaolin            | humorista                                                      | Brasil         | m. 2016     | [ 2 ] |
| 12 de maio      | Jamie Luner        | atriz                                                          | Estados Unidos |             |       |
| 13 de maio      | Geraldo Luís       | apresentador e jornalista                                      | Brasil         |             |       |
| 18 de maio      | Adamari López      | atriz e apresentadora                                          | Porto Rico     |             |       |
| 24 de maio      | Vivianne Pasmanter | atriz                                                          | Brasil         |             |       |
| 26 de maio      | Matt Stone         | animador, roteirista, diretor cinematográfico, dublador e ator | Estados Unidos |             |       |
| 2 de junho      | Anthony Montgomery | ator                                                           | Estados Unidos |             |       |
| 10 de junho     | Mylla Christie     | atriz                                                          | Brasil         |             |       |
| 13 de julho     | Murilo Benício     | ator                                                           | Brasil         |             |       |
| 14 de julho     | Luigi Baricelli    | ator                                                           | Brasil         |             |       |
| 31 de julho     | Eve Best           | atriz                                                          | Reino Unido    |             |       |
| 6 de agosto     | Merrin Dungey      | atriz                                                          | Estados Unidos |             |       |
| 7 de agosto     | Sydney Penny       | atriz                                                          | Estados Unidos |             |       |
| 10 de agosto    | Fábio Assunção     | ator                                                           | Brasil         |             |       |
| 11 de agosto    | Alejandra Barros   | atriz                                                          | Brasil         |             |       |
| 14 de agosto    | Raoul Bova         | ator                                                           | Itália         |             |       |
| 26 de agosto    | Thalía             | atriz e cantora                                                | México         |             |       |
| 31 de agosto    | Chris Tucker       | ator                                                           | Estados Unidos |             |       |
| 3 de setembro   | Luciano Huck       | apresentador de televisão                                      | Brasil         |             |       |
| 21 de setembro  | Alfonso Ribeiro    | ator, dançarino e cantor                                       | Estados Unidos |             |       |
| 27 de setembro  | Amanda Detmer      | atriz                                                          | Estados Unidos |             |       |
| 27 de setembro  | Caco Ciocler       | ator                                                           | Brasil         |             |       |
| 28 de setembro  | Patrícia França    | atriz                                                          | Brasil         |             |       |
| 9 de novembro   | Melinda Kinnaman   | atriz                                                          | Suécia         |             |       |
| 15 de novembro  | Marcelo Faria      | ator                                                           | Brasil         |             |       |
| 26 de novembro  | Vanessa Lóes       | atriz                                                          | Brasil         |             |       |

## Mortes
| Data | Nome | Profissão | Nacionalidade | Observações | Ref |
| ---- | ---- | --------- | ------------- | ----------- | --- |